# Neottia nepalensis
Neottia nepalensis  (лат.) — вид однодольных растений рода Гнездовка (Neottia) семейства Орхидные (Orchidaceae). Впервые описан непальским(?) ботаником Намбиятхом Путхансураилом Балакришнаном в 1966 году под названием Listera nepalensis N.P.Balakr.; перенесён в состав Neottia в 1995 году польским ботаником Дарушем Шляхетко.

## Распространение и среда обитания
Эндемик Непала, известный с центральной и западной частей страны. Встречается на влажных склонах на высоте 2900—3800 м.

## Ботаническое описание
Гемикриптофит, сапрофит.